# Nuoto ai campionati mondiali di nuoto 2023 - 400 metri misti femminili
La gara di nuoto dei 400 metri misti femminili dei campionati mondiali di nuoto 2022 è stata disputata il 30 luglio 2023 presso la Fukuoka Convention Center di Budapest. Vi hanno preso parte 35 atlete provenienti da 26 nazioni.
La competizione è stata vinta dalla nuotatrice canadese Summer McIntosh, mentre l'argento e il bronzo sono andati rispettivamente alla statunitense Katie Grimes e all'australiana Jenna Forrester.

## Podio
| Posizione | Atleta          | Nazionalità |
| --------- | --------------- | ----------- |
| Oro       | Summer McIntosh | Canada      |
| Argento   | Katie Grimes    | Stati Uniti |
| Bronzo    | Jenna Forrester | Australia   |

## Programma
| Data           | Ora (UTC+9) | Turno    |
| -------------- | ----------- | -------- |
| 30 luglio 2023 | 10:32       | Batterie |
| 30 luglio 2023 | 21:01       | Finale   |

## Record
Prima della competizione il record del mondo e il record dei campionati erano i seguenti:
| Record mondiale       | 4'25"87 | Summer McIntosh Canada  | 1 aprile 2023 Toronto, Canada     |
| Record dei campionati | 4'29"33 | Katinka Hosszú Ungheria | 30 luglio 2017 Budapest, Ungheria |

Durante la competizione è stato battuto il seguente record:
| Data      | Evento | Atleta          | Nazione | Tempo   | Record                |
| --------- | ------ | --------------- | ------- | ------- | --------------------- |
| 30 luglio | Finale | Summer McIntosh | Canada  | 4'27"11 | Record dei campionati |

## Risultati

### Batterie
| Pos. | Batteria | Corsia | Atleta                     | Nazionalità   | Tempo   | Note |
| ---- | -------- | ------ | -------------------------- | ------------- | ------- | ---- |
| 1    | 4        | 5      | Jenna Forrester            | Australia     | 4:35.88 | Q    |
| 2    | 4        | 4      | Summer McIntosh            | Canada        | 4:36.57 | Q    |
| 3    | 4        | 2      | Mio Narita                 | Giappone      | 4:38.05 | Q    |
| 4    | 4        | 3      | Freya Colbert              | Gran Bretagna | 4:38.29 | Q    |
| 5    | 3        | 4      | Katie Grimes               | Stati Uniti   | 4:38.39 | Q    |
| 6    | 4        | 6      | Sara Franceschi            | Italia        | 4:38.89 | Q    |
| 7    | 3        | 5      | Alex Walsh                 | Stati Uniti   | 4:39.42 | Q    |
| 8    | 3        | 2      | Katie Shanahan             | Regno Unito   | 4:39.46 | Q    |
| 9    | 3        | 6      | Ageha Tanigawa             | Giappone      | 4:40.21 |      |
| 10   | 4        | 1      | Viktória Mihályvári-Farkas | Ungheria      | 4:41.28 |      |
| 11   | 3        | 3      | Yu Yiting                  | Cina          | 4:41.84 |      |
| 12   | 3        | 1      | Ge Chutong                 | Cina          | 4:41.87 |      |
| 13   | 4        | 7      | Kiah Melverton             | Australia     | 4:41.96 |      |
| 14   | 3        | 7      | Fantine Lesaffre           | Francia       | 4:42.07 |      |
| 15   | 4        | 9      | Alba Vázquez               | Spagna        | 4:42.11 |      |
| 16   | 3        | 9      | Ellen Walshe               | Irlanda       | 4:43.24 |      |
| 17   | 4        | 0      | Ella Jansen                | Canada        | 4:43.35 |      |
| 18   | 3        | 8      | Zsuzsanna Jakabos          | Ungheria      | 4:43.52 |      |
| 19   | 2        | 5      | Kim Seo-yeong              | Corea del Sud | 4:45.04 |      |
| 20   | 4        | 8      | Cyrielle Duhamel           | Francia       | 4:45.32 |      |
| 21   | 2        | 8      | Rebecca Meder              | Sudafrica     | 4:45.68 |      |
| 22   | 2        | 4      | Anja Crevar                | Serbia        | 4:46.26 |      |
| 23   | 2        | 0      | Kristen Romano             | Porto Rico    | 4:48.24 |      |
| 24   | 2        | 1      | Kamonchanok Kwanmuang      | Thailandia    | 4:48.97 |      |
| 25   | 2        | 7      | Xiandi Chua                | SMF           | 4:49.13 |      |
| 26   | 3        | 0      | Anastasia Gorbenko         | Israele       | 4:49.64 |      |
| 27   | 2        | 6      | Gabrielle Roncatto         | Brasile       | 4:49.73 |      |
| 28   | 2        | 3      | Emma Carrasco Cadens       | Spagna        | 4:50.83 |      |
| 29   | 2        | 2      | Florencia Perotti          | Argentina     | 4:52.48 |      |
| 30   | 1        | 4      | Lucero Mejia Arce          | Guatemala     | 5:03.52 |      |
| 31   | 2        | 9      | Nicole Frank               | Uruguay       | 5:04.07 |      |
| 32   | 1        | 3      | Chloe Cheng                | Hong Kong     | 5:05.72 |      |
| 33   | 1        | 2      | Vivian Xhemollari          | Albania       | 5:11.38 |      |
| 34   | 1        | 5      | Samantha van Vuure         | Curaçao       | 5:32.86 |      |
| 35   | 1        | 6      | Meral Latheef              | Maldive       | 6:23.04 |      |

### Finale
| Pos.    | Corsia | Atleta          | Nazionalità   | Tempo   | Note |
| ------- | ------ | --------------- | ------------- | ------- | ---- |
| Oro     | 5      | Summer McIntosh | Canada        | 4:27.11 |      |
| Argento | 2      | Katie Grimes    | Stati Uniti   | 4:31.41 |      |
| Bronzo  | 4      | Jenna Forrester | Australia     | 4:32.30 |      |
| 4       | 1      | Alex Walsh      | Stati Uniti   | 4:34.46 |      |
| 5       | 6      | Freya Colbert   | Gran Bretagna | 4:35.28 |      |
| 6       | 7      | Sara Franceschi | Italia        | 4:37.73 |      |
| 7       | 8      | Katie Shanahan  | Gran Bretagna | 4:41.29 |      |
| 8       | 3      | Mio Narita      | Giappone      | 4:42.14 |      |